# Société de travaux Dyle et Bacalan
La Société de Travaux Dyle et Bacalan est créée en 1879 pour réaliser des véhicules ferroviaires, de la construction navale et aéronautique, ainsi que des travaux publics. Elle disparaît en 1928, rachetée par les Ateliers et Chantiers Maritimes du Sud-Ouest pour former les Ateliers et Chantiers Maritimes du Sud-Ouest et de Bacalan Réunis. La construction ferroviaire est récupérée par la Société Dyba et la construction aéronautique par la Société aérienne bordelaise (SAB).

## Historique

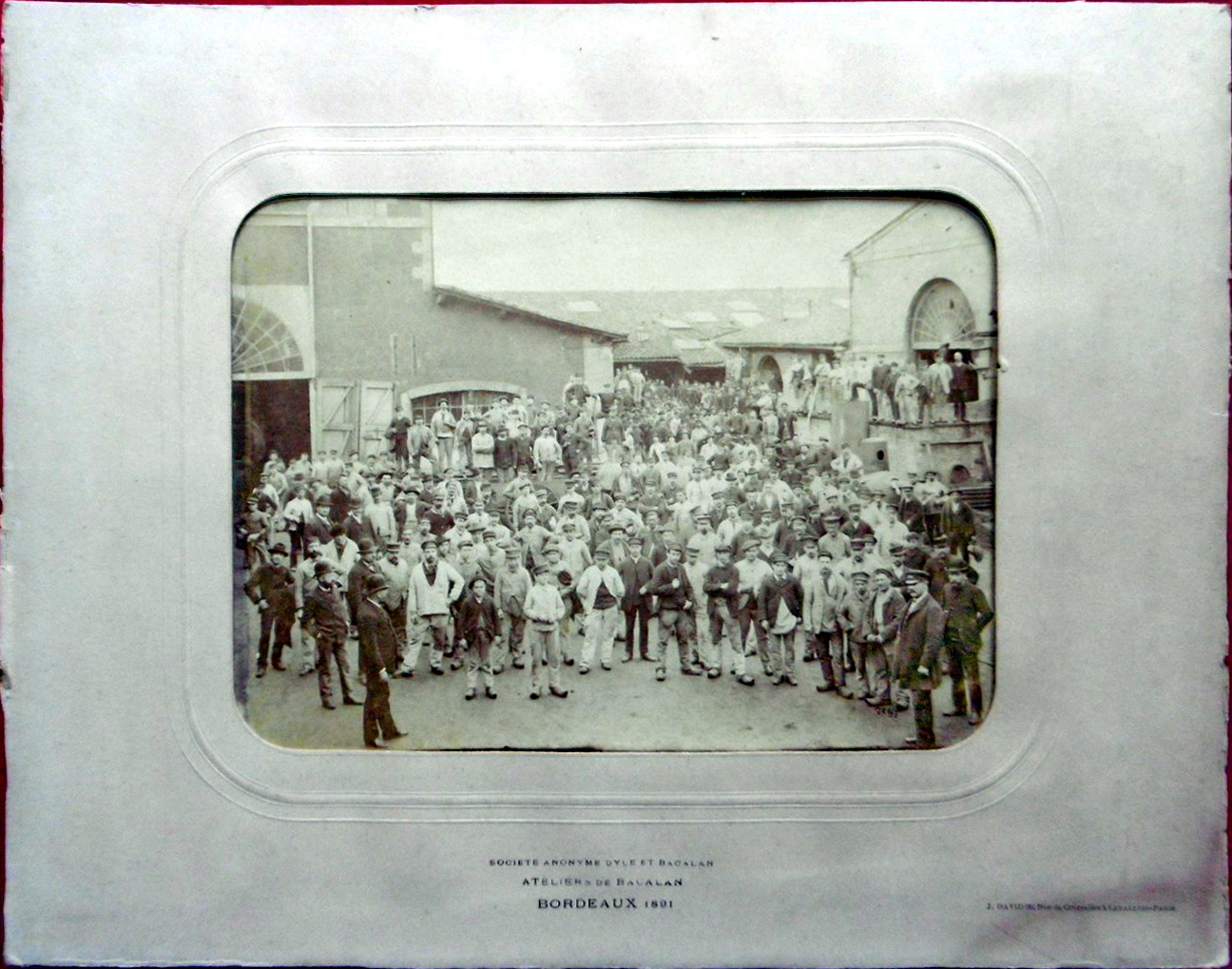
Ouvriers aux ateliers de Bacalan (Bordeaux), photographié par Jules David en 1891

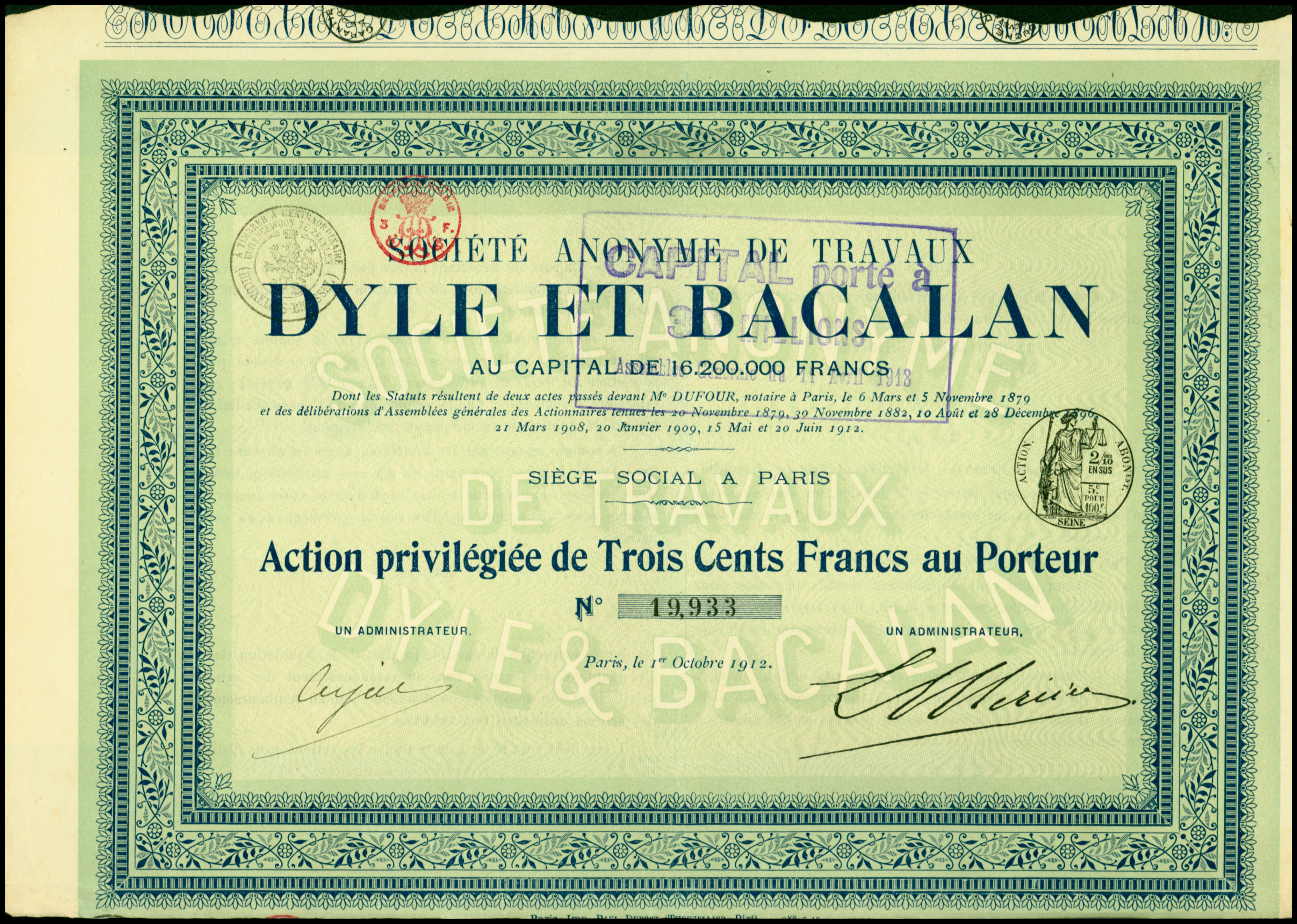
Action privilégiée de la SA de Travaux Dyle et Bacalan en date du 1. Octobre 1912

La Société de travaux Dyle et Bacalan est issue de la fusion des Ateliers de la Dyle fondés à Louvain en Belgique et  de la Société des chantiers de Bacalan créée à Bordeaux en 1869. Le siège de la société se trouve à Paris, 15 avenue Matignon.
Le 30 janvier 1918, durant la première Guerre mondiale, une bombe lancée d'un avion allemand explose sur l'usine Dyle et Bacalan
Les sites de production se trouvent à Bacalan, Saint-Denis en France et Louvain en Belgique.

### Site de Saint-Denis
Implanté à La Plaine Saint-Denis, une des plus vastes zones industrielles d'Europe jusque dans les années 1970, l'usine fut reliée au chemin de fer industriel de la Plaine Saint-Denis et d'Aubervilliers, du fait de son implication dans la Défense lors de la Première Guerre mondiale.

## Réalisations

### Constructions navales
- L’Étendard et le Fanion, contre-torpilleurs, tous deux lancés en 1908 et mis en service en 1909, de la Classe Branlebas, construits pour la Marine nationale française.

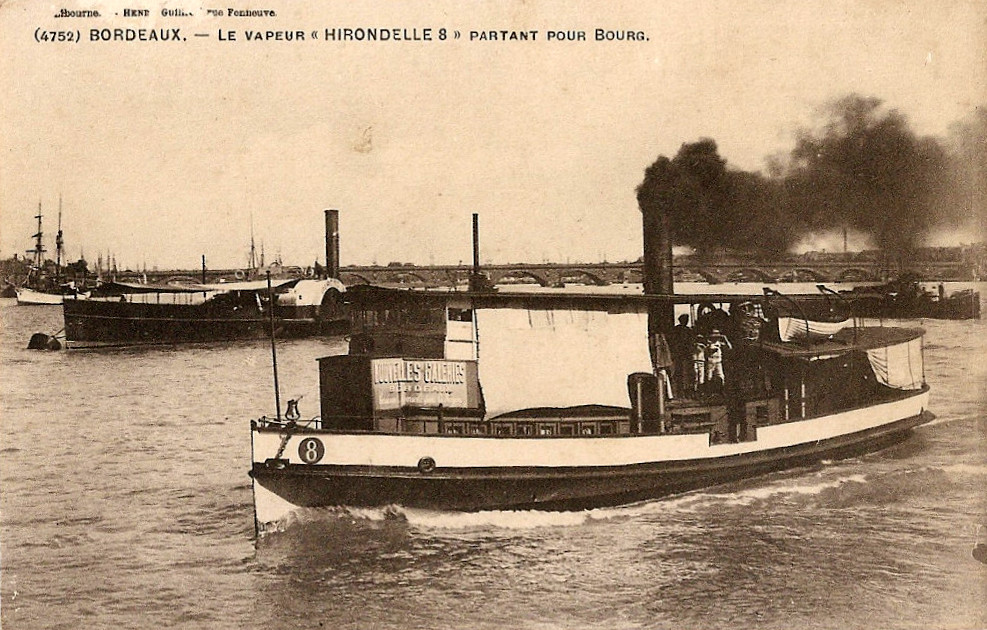
L'Hirondelle 8, vapeur à passager construit en 1867.

### Constructions métalliques
- Pont métallique sur l'Isle pour les Tramways électriques du Libournais en 1912.

### Constructions ferroviaires
- Véhicules de tramways[4] ;
- Voitures Bacalan.

### Construction aéronautique
Dans les années 1920, la société tenta une diversification (infructueuse) dans la construction d'avions. Le plus abouti fut le DB70, un appareil de transport par certains aspects assez semblable au Junkers 52 (entièrement métallique, structure en tôle nervurée, comme le Citroën HY, trois moteurs Hispano Suiza). Bien que performant pour l'époque, il ne connut pas le succès commercial et le prototype, racheté par l'armée fit une discrète carrière comme avion de transport.

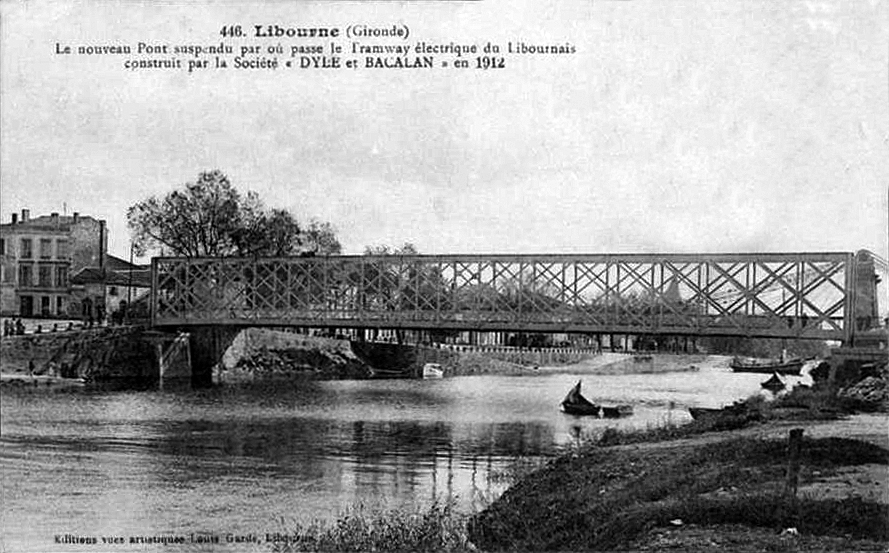
Pont métallique des Tramways électriques du Libournais construit en 1912
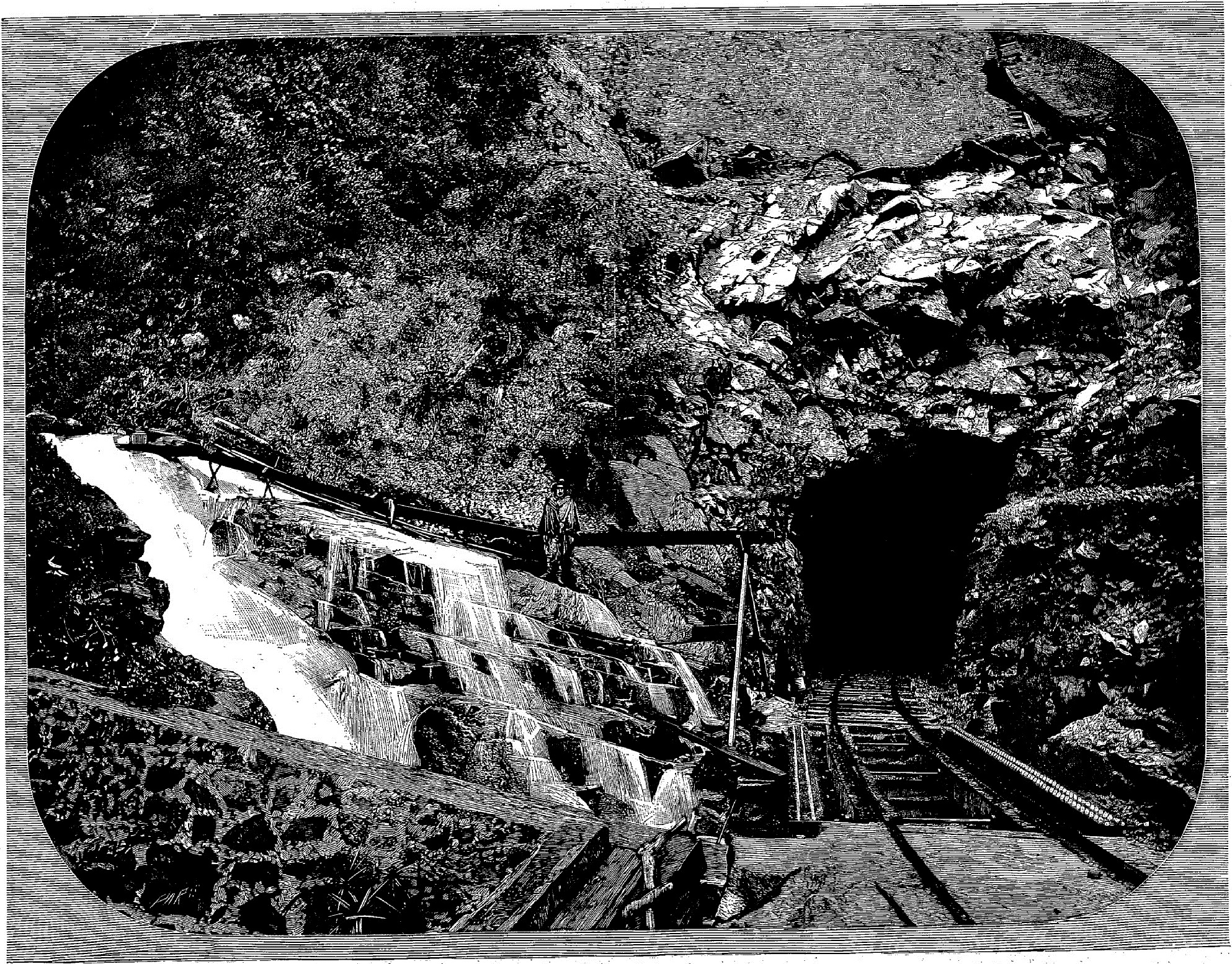
Chemin de fer du Paraná (Brésil): Le tunnel de Sanga Funda